# Max von Ferstel
Max von Ferstel, tudi Max Freiherr von Ferstel ali samo Ferstel, je bil avstrijski arhitekt in vseučiliščni akademik. * 8. maj 1859 (Dunaj, Avstrijsko cesarstvo); † 28. marec 1936 (Dunaj). Velja za pomembnega predstavnika zgodovinstva (ali s tujko: historicizma). 

## Življenjepis
Max von Ferstel se je rodil 8. maja 1859 na Dunaju v Avstrijskem cesarstvu. Njegov oče je bil dunajski stavbenik Heinrich von Ferstel.
Po maturi na dunajski gimnaziji Schottengymnasium je Maks študiral od 1878 do 1882 na Dunajski tehnični visoki šoli (Technische Hochschule Wien  - danes Tehnična univerza Dunaj ali skrajšano TU Wien) pri stavbeniku Karlu Königu. Med študijem je bil izredno priden: opravil je še zidarski vajeniški izpit in obiskoval kar nekaj tečajev na "Inštitutu za umetnostno zgodovino" na Dunajski univerzi.
Po končanem izobraževanju je Maks 1883 delal v delavnici skupaj s svojim očetom Heinrichom von Ferstlom. V naslednjih letih pa se je na stavbenem področju osamosvojil. V naslednjih desetletjih je Maks uspešno delal na različnih stavbenih področjih; tako na primer ni gradil le stanovanjskih in trgovskih hiš, ampak tudi industrijske in poslovne stavbe. Načrtoval je številne javne zgradbe, zlasti cerkve. Delal je tudi kot notranji oblikovalec in prevzemal naročila za spomenike in grobnice.
Na dunajski tehniški univerzi je leta 1892 postal začasni predavatelj, 1901 izredni profesor in 1907 končno redni profesor. 1908–12 in ponovno 1927–29 je bil dekan univerze, v letih 1921–22 pa tudi rektor na Dunajski tehnološki univerzi; 1930 je šel v pokoj.

### Pisatelj
Max von Ferstel se je udejstvoval kot pisatelj strokovne literature. Sem sodijo življenjepisi Schmidta, Hansena in Hasenauerja v angleščini. Prispeval je tudi članke k vodičem Martina Paula ("Technischer Führer durch Wien" – Tehnični vodič skozi Dunaj) in Paula Kortza (Wien am Anfang des 20. Jahrhunderts – "Dunaj na začetku 20. stoletja").

### Družina
Max von Ferstel je pripadal družini, ki je bila prežeta z ljubeznijo ne le do Katoliške Cerkve, ampak prav tako tudi do stavbarstva in graditeljstva. Poleg njegovega očeta Heinricha von Ferstla (1828–1883) je bil tudi njegov stric Karl Köchlin (1828–1894) uspešen stavbar. Maksov tast Heinrich von Hügel (1828–1899) je bil med največjimi takratnimi stavbenimi podjetniki. Maks se je poročil z njegovo hčerko Charlotte  von Hügel (imenovano "Lollo"; 1863–1949), ki mu je rodila tri otroke: hčerki Luise Charlotte (imenovano "Lucie"; 1886–1945) in Emi (1888–1946), ter sina s krstnimi imeni Heinrich Ervin Maria (imenovanega »Heinz«; 1887–1912), ki pa je umrl star komaj 25 let.
V svaštvu je bil Max von Ferstel nadalje tudi z avstrijskimi stavbeniki in gradbenimi podjetniki.  Wilhelm Carl Gustav von Doderer se je poročil s Charlottino sestro Louise (Willy) von Hügel (1862–1946). Oče Wilhelma Carla von Dodererja je bil znani avstrijski stavbar Carl Wilhelm Christian von Doderer (1825–1900), ki je bil vrh tega bližnji prijatelj Maksovega očeta Heinricha.
Max von Ferstel je bil z družino Dodererjevih povezan tudi zasebno. Tako je uredil skupaj s stavbenikom Carlom Wilhelmom von Doderer 1894 imenitno dunajsko mestno hišo družine Doderer (Stammgasse 12, Landstraße) v III. dunajskem okrožju, v katerem je posedoval stanovanje tudi on sam. Razen tega je ustvaril leta 1900 spomenik za grobnico Carla Wilhelma von Dodererja in zgradil 1902–03 „Riegelhof“, poletno hišo stavbenega podjetnika Wilhelma Carla von Doderera v Reichenau (Prein an der Rax v Spodnji Avstriji).

## Stavbe

### Stanovanjske in poslovne stavbe
1. 1884: Obsežna prenova Jaidhof Palace za Wilhelma von Gutmanna, Jaidhof pri Gföhlu, okrožje Krems, Spodnja Avstrija.
2. 1894: Mestna hiša družine Von Doderer, Dunaj 3, Stammgasse 12 (hiša staršev Heimito von Doderer).
3. 1896: Villa Schöller, Dunaj 17, Promenadegasse 45 (porušene povezane gospodarske zgradbe).
4. 1896: Villa Baronin Karl Ferstel, Dunaj 18, Sternwartestraße 67.
5. 1901: Preureditev in dograditev gospodarskega Dvorca Jaidhof v Spodnji Avstriji.
6. 1902–03: "Riegelhof", poletna rezidenca družine Von Doderer, Prein an der Rax 23, Spodnja Avstrija (ohranjena delavnica Heimito Dodererja).
7. 1903: Družinska hiša Dr. Armin Hochstetter, Dunaj 18, Dittesgasse 45
8. 1907: Stanovanjska hiša za ravnatelja tovarne Maschinenfabrik Andritz, Gradec, Štajerska.
9. 1914: Stanovanjska hiša, Dunaj 10, Weldengasse 19

### Javne stavbe, zlasticerkve
1. 1888–89: Podružna cerkev svete Katarine, Fahrafeld, občina Pottenstein v Spodnji Avstriji (obnova baročne kapele).
2. 1888–89: Kriptna kapelica za grofico Anastazijo von Wimpffen, Fahrafeld, občina Pottenstein v Spodnji Avstriji.
3. 1889: Dokončanje Stolnice Božjega Odrešenika v Ostravi, ki jo je zasnoval Gustav Meretta (tudi danes stolnica).
4. 1890–91: Grobnica Heinricha von Hügla in njegove družine, Darmstadt, Nemčija
5. 1891: Nagrobna kapela družine Ferstel, Dunaj 19, Grinzinger Friedhof (izvedba po arhitekturnem leksikonu Heinza Gerla [3])
6. 1892–98: Katoliška Cerkev svetega Ladislava v Beltincih, Slovenija.
7. Začetek 20. stoletja: Kapela v Altenbergu, Hauptstrasse, župnija St. Andrä-Wölker, Spodnja Avstrija.
8. 1900: Nagrobnik za Wilhelma Ritterja von Dodererja, Dunaj 11, Zentralfriedhof Wien, skupina 59D
9. 1901: Mavzolej družine Seidler, Gruftenberg 1, Würmla, okrožje Tulln, Spodnja Avstrija (prilagojeno za stanovanjsko stavbo v letih 1990–1995).
10. 1900–02: Kriptna kapela v Würmli, Spodnja Avstrija
11. 1906–08: Mestna hiša na Ptuju v Sloveniji) (1. nagrada na natečaju)
12. 1901–02: Mestna hiša v Vitkovicah na Moravskem (danes Češka republika) (1. nagrada na natečaju)
13. 1914–15: Nova romarska Cerkev Marijinega vnebovzetja v Turnišču
14. 1920 Vojni spomenik v stolpni dvorani župnijske cerkve v Gföhlu , okrožje Krems, Spodnja Avstrija

### Industrijske in poslovne stavbe
1. 1904–05: Elektrarna za Grad Würmla, Spodnja Avstrija
2. 1904–05: Elektrarna in mlekarna za Grad Jaidhof, Spodnja Avstrija

### Notranjost in oblikovanje
- 1931: Slovesna dvorana Dunajske veterinarsko-medicinske univerze Veterinärmedizinische Universität Wien[4]

### Neuresničeni načrti
1. 1886 Tržnica sadja in moke, Dunaj (natečaj, skupaj s H. Köchlin-om)
2. 1886 Redoutensaal Innsbruck, Tirolska (natečaj, s H. Köchlinom)
3. 1898 Kaiser Franz-Josef-Jubiläumskirche, Dunaj 2 (natečaj, 2. nagrada)
4. 1898 Gospodarska zbornica, Reichenberg/Liberec, Češka (natečaj, 3. nagrada)
5. 1899 Kirche Zentralfriedhof, Wien (Cerkev na Osrednjem dunajskem pokopališču; natečaj, 3. nagrada)
6. 1900 Deutsches Haus, Cilli, Stmk. (Nemška hiša, Celje, zdaj Slovenija; natečaj, odkup)
7. 1900 Crematorium Mainz (natečaj, odkup)
8. okoli leta 1905 Rothschildsche Nervenheilanstalt Rosenhügel (Rothschildova umobolnica) Rosenhügel, Dunaj
9. 1906 Haus der Industrie  (Hiša industrije), Dunaj 4, Schwarzenbergplatz
10. 1908 Siegerdenkmal in Aspern (Spomenik zmage v Aspernu; natečaj)
11. 1903 Wiener Postsparkassa (Dunajska poštna hranilnica; natečaj, ena nagrada)
12. 1908 Technisches Museum (Tehnični muzej, Dunaj; natečaj, odkup)
13. 1908 Kriegsministerium (Vojno ministrstvo, Dunaj; natečaj)
14. 1911 Österreichisch-Ungarische Bank (Avstro-Ogrska banka; natečaj)
15. 1921 Krematorium am Wiener Zentralfriedhof (Zažigalnica na dunajskem osrednjem pokopališču; natečaj, 2. nagrada)
16. 1921 Kurhaus Tobelbad pri Gradcu na Štajerskem. (Natečaj, nakup)
17. Neznano leto Brücke in Prag, an Stelle der alten Kettenbrücke (Most v Pragi, namesto starega Verižnega mostu; natečaj, 2. nagrada) [5]

## Spomin

### Odlikovanja
Max von Ferstel je prejel za svojo vsestransko dejavnost številna odlikovanja oziroma častne naslove:
1. 1900: Srebrno-odličje na Svetovni razstavi v Parizu 1900
2. 1908: Častni meščan mesta Ptuj v Sloveniji (takrat Spodnja Štajerska v Avsto-Ogrski)
3. 1921: Dvorni svetnik
4. 1923: Častni član Akademie der bildenden Künste in Wien (Akademije oblikovalnih umetnosti na Dunaju)
5. 1930: Ehrenzeichen für Verdienste um die Republik Österreich (1922) Großes Goldenes Ehrenzeichen für Verdienste um die Republik Österreich (Častno odlikovanje za zasluge v Republiki Avstriji /1922/.  Veliko zlato odlikovanje za zasluge v Republiki Avstriji /1930/)

### Ocena
Ferstela so spoštovali kot izjemno predanega učitelja, ki mu je "učiteljski poklic pomenil njegovo življenjsko delo in namen". Predaval je o novih predmetnih področjih, kot so sodobne stavbe, in se s svojimi študenti odpravljal na številne izlete, kjer je "s svojimi poslušalci na teh študijskih popotovanjih po možnosti opazoval in posnemal prizemno krajevno umetnost".
Medtem ko se je Ferstel pri formalnem oblikovanju svojih stavb kazal za konvencionalnega stavbarja, je bil kljub temu odprt za nove tehnike in materiale ter je znan po jasni in premišljeni ureditvi notranjosti. »Uresničevanje njegove umetniške dejavnosti je sovpadalo s prehodnim obdobjem. Odraščal je sicer s pogledom uprtim na obdobje znanih slogov, a je vendarle oglašanje nove dobe zasledoval z odprtimi očmi, ne da bi pri tem postal nezvest svojim stališčem kot iskren lik,« pravi osmrtnica s tehnične fakultete.
V Ferstelovem delu je bilo zgodovinstvo (=historicizem) na vrhuncu slikarsko ustvarjalne moči, a tudi na vrhuncu vsestranske uporabnosti mednarodnega stavbeniškega besedišča. V tem smislu je bilo Ferstelovo življenje manj inovativno kot virtuozno, ter se je lahko vedno znova izražalo v estetsko prijetnih stvaritvah. 